# Paglat
Paglat (Bayan ng Paglat) är en kommun i Filippinerna. Kommunen ligger på ön Mindanao, och tillhör provinsen Maguindanao. Folkmängden uppgår till 32 907 invånare.
Paglat är indelat i 8 barangayer.